# Annick de Ville de Goyet
Pour les personnes ayant le même patronyme, voir Deville.
Annick de Ville de Goyet, née le 15 avril 1959 à Huy et décédée le 27 février 2006 fut une femme politique belge, membre d'Ecolo.
Elle est licenciée en histoire de l'art et archéologie (1981) et autrice. Elle enseigne et donne des conférences ; cofondatrice de Arcadia, association d'historiens de l'art qui croient à la démocratisation de l'art (1992);
Coordinatrice de Bruxelles 2000; directrice des Halles de Schaerbeek (2002-2005).

## Fonctions politiques
- députée au Parlement bruxellois (1991-1995) en suppléance de Thierry De Bie

## Généalogie
- Fille de Jules (°1920) et Madeleine Watelet (°1920);
- Épouse de Jean-Philippe de Cartier d'Yves (°1956);
  - Elle eut deux enfants : Matthieu (°1984) et Julien (°1987).